# Bupleurum polyclonum
Bupleurum polyclonum är en flockblommig växtart som beskrevs av Yin Li och S.L.Pan. Bupleurum polyclonum ingår i släktet harörter, och familjen flockblommiga växter. Inga underarter finns listade i Catalogue of Life.